# Fritz Podehl
Fritz Carl Ferdinand Podehl (* 9. September 1892 in Berlin; † 1. März 1960 in Grünwald bei München) war ein deutscher Kritiker, Produktionsleiter, Produzent und Dramaturg beim Film.

## Leben
Podehl hatte das Seminar für Stadtschullehrer in seiner Heimatstadt Berlin besucht, ehe er als Redakteur zur Zeitung wechselte. Von 1919 bis 1922 verfasste er für die Publikation Der Film zahlreiche Filmkritiken. Zwischen 1922 und 1928 wirkte er als Chefdramaturg und Produktionsleiter bei der Gloria-Film Berlin, in den Jahren 1929 bis 1940 diente er der UFA als Chefdramaturg und Produktionsstellvertreter. Von 1941 bis zum Kriegsende 1945 übernahm er mit einer eigenen Herstellungsgruppe die Produktion für Filme der Wien-Film.
Nach Kriegsende beendete Fritz Podehl seine aktive Herstellungstätigkeit beim Film und wechselte nach einem kurzen Zwischenspiel – von 1947 bis 1949 war er künstlerischer Leiter des Verlags Bloch Erben – in die Filmwirtschaft. Von 1949 bis 1954 war Podehl Leiter der Freiwilligen Selbstkontrolle der Filmwirtschaft. 1954 übernahm er die Supervision beim Schorcht Filmverleih in München. Drei Jahre zuvor saß er auch in der Jury der ersten Berlinale.
Ein Sohn aus seiner ersten Ehe mit der Sängerin Berta Grundmann war der Schauspieler und Regisseur Peter Podehl.

## Filmografie
- 1923: Die grüne Manuela (Drehbuchmitarbeit)
- 1936: Savoy-Hotel 217 (Herstellungsgruppenleitung)
- 1942: Schicksal (Herstellungsgruppenleitung)
- 1942: Sommerliebe (Herstellungsgruppenleitung)
- 1943: Der gebieterische Ruf (Produktionsleitung)
- 1944/47: Liebe nach Noten (Produktionsleiter)